# Kitty (Vorname)
Kitty ist ein weiblicher Vorname.

## Herkunft und Bedeutung
Kitty kann eine Kurzform von Kirsten, Kathleen oder Katharina sein und hat im Englischen außerdem die Nebenbedeutung „Kätzchen“.

## Namensträgerinnen

### Vorname
- Kitty Carlisle (1910–2007), US-amerikanische Sängerin sowie Bühnen- und Filmschauspielerin
- Kitty Clive (1711–1785), englische Schauspielerin, Sopranistin und Autorin
- Kitty Crowther (* 1970), belgische Autorin und Illustratorin von Bilderbüchern
- Kitty Genovese (1935–1964), eigentl. Catherine Genovese, New Yorker Mordopfer
- Kitty Grime (1930–2007), britische Jazzsängerin und Journalistin
- Kitty Green (* 1984), australische Filmregisseurin, Autorin und Produzentin
- Kitty Hart-Moxon (* 1926), polnische Holocaust-Überlebende
- Kitty Hoff (* 1972), deutsche Singer-Songwriterin
- Kitty Jantzen (1916–1984), deutsche Schauspielerin
- Kitty Kallen (1922–2016), US-amerikanische Popsängerin
- Kitty Kat (* 1982), deutsche Rapperin
- Kitty Kielland (1843–1914), norwegische Malerin
- Kitty Kino (* 1948), eigentl. Kitty Gschöpf, österreichische Regisseurin und Drehbuchautorin
- Kitty Kuo, taiwanesische Pokerspielerin
- Kitty van Male (* 1988), niederländische Hockeyspielerin
- Kitty Marx-Steinschneider (1905–2002 in Jerusalem),  deutsch-israelische Literaturwissenschaftlerin
- Kitty O’Neil (1946–2018), US-amerikanische Stuntfrau
- Kitty Rix-Tichacek (1901–1951), österreichische Keramikerin
- Kitty Speiser (* 1947), österreichische Schauspielerin
- Kitty Spencer (* 1990), britisches It-Girl, Model und im Bereich Charity tätig, Nichte von Prinzessin Diana
- Kitty Wells (1919–2012), eigentl. Ellen Muriel Deason, US-amerikanische Country-Sängerin
- Kitty White (1923–2009), US-amerikanische Jazzsängerin
- Kitty Winn (* 1944), eigentl. Katherine Winn, US-amerikanische Schauspielerin
- Kitty Winter (* 1952), deutsche Jazzsängerin

### Kunstfiguren
- eine Merchandisefigur in Katzengestalt, siehe Hello Kitty
- die imaginäre Freundin, der Anne Frank in ihrem Tagebuch Briefe schrieb
- Name der Katze von den Halliwell-Schwestern aus der Fernsehserie Charmed – Zauberhafte Hexen
- der Name der jüngeren Schwester Elisabeth Bennets im Roman Stolz und Vorurteil von Jane Austen
- der Spitzname der Figur Jekatarina Alexandrowna Schtscherbazkaja im Roman Anna Karenina von Leo Tolstoi
- Kitty Kenarban – Figur aus der Fernsehserie Malcolm mittendrin
- Kitty Montgomery, Mutter von Greg Montgomery und Schwiegermutter von Dharma Finkelstein aus Dharma und Greg